# 灵斯贝格
灵斯贝格（Ringsberg）是德国石勒苏益格－荷尔斯泰因州的一个市镇。总面积5.25平方公里，总人口509人，其中男性244人，女性265人（2011年12月31日），人口密度97人/平方公里。